# Afa (Corsica)
Afa (Corsicaans: Affà) is een gemeente in het Franse departement Corse-du-Sud (regio Corsica). De gemeente telde 3.350 inwoners op 1 januari 2022. De plaats maakt deel uit van het arrondissement Ajaccio.

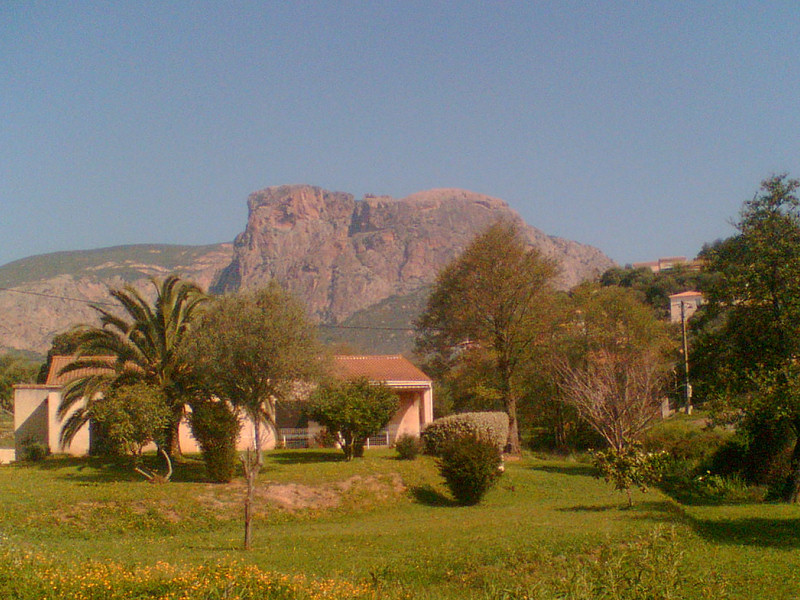
Monte Gozzi
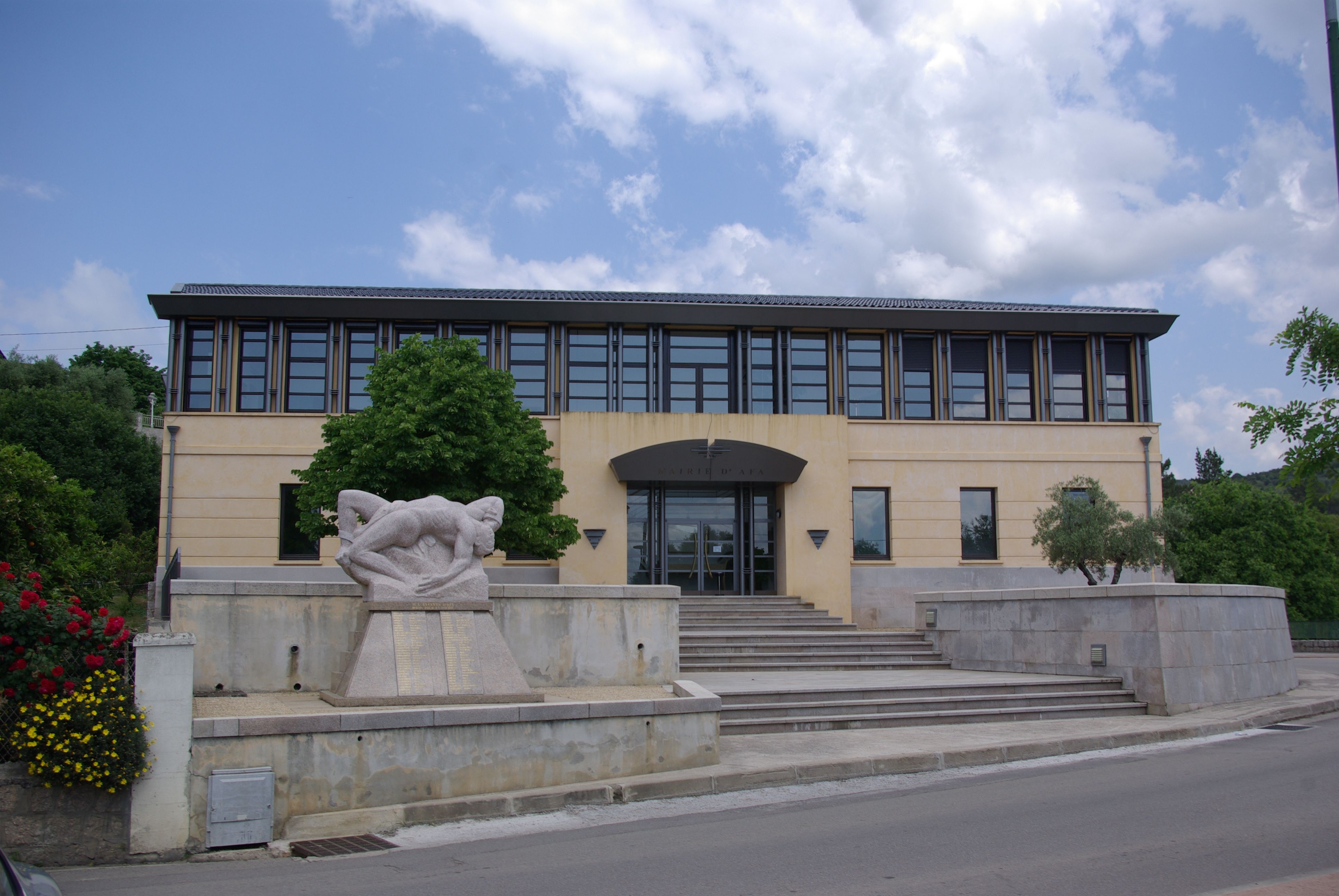
Gemeentehuis
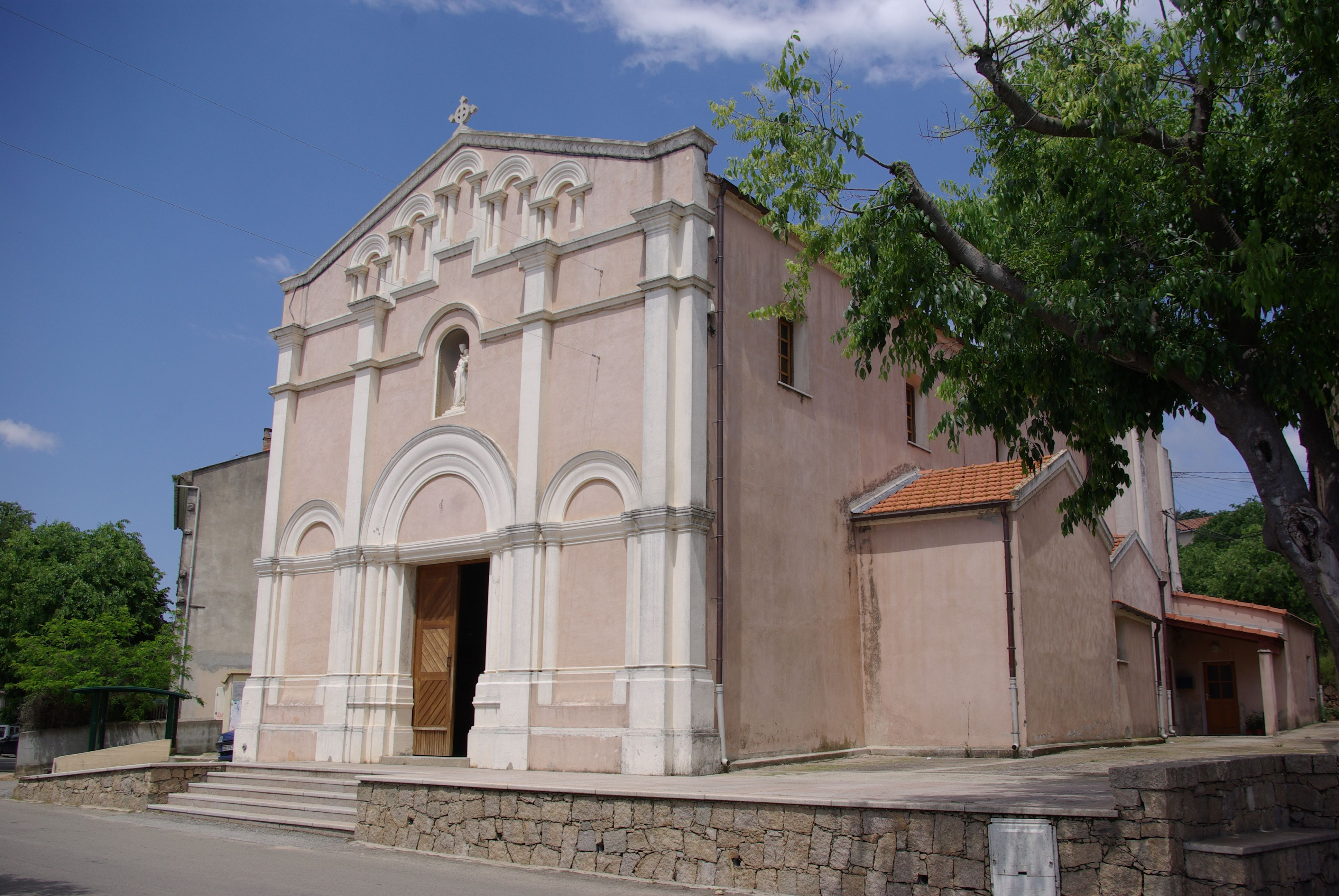
Kerk Sint-Antonius van Padua

## Geografie
De oppervlakte van Afa bedroeg op 1 januari 2022 11,84 vierkante kilometer; de bevolkingsdichtheid was toen 282,9 inwoners per km².
De gemeente ligt in de vallei van de Gravona en grenst in het zuiden aan Ajaccio. Naast het gemeentecentrum telt de gemeente de gehuchten Piscia Rossa, Pastriccialone en Baleone.
De onderstaande kaart toont de ligging van Afa met de belangrijkste infrastructuur en aangrenzende gemeenten.

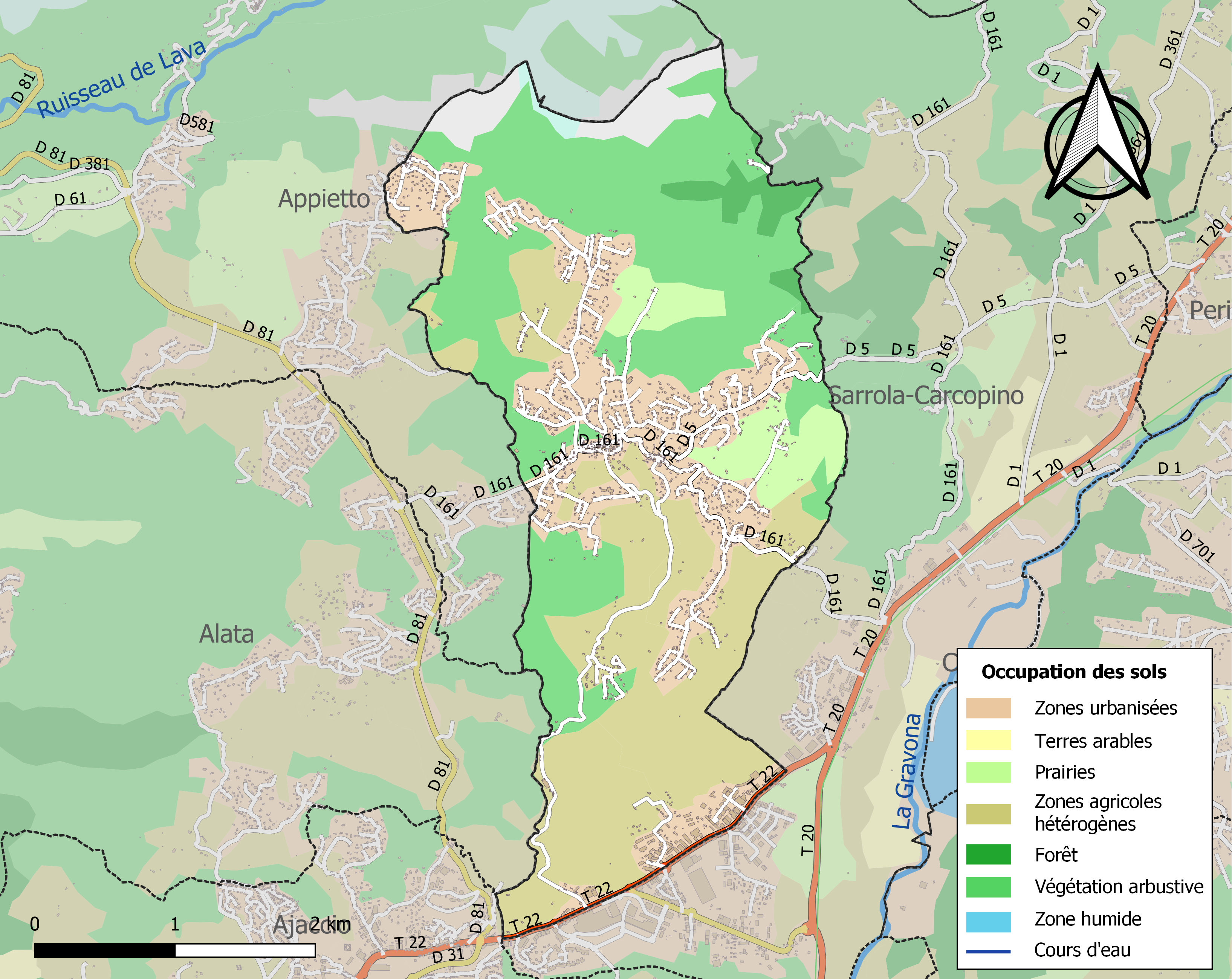

## Demografie
Onderstaande figuur toont het verloop van het inwonertal (bron: INSEE-tellingen).

Vanwege een beveiligingsprobleem met de MediaWiki Graph-software is het momenteel niet mogelijk deze grafiek weer te geven. Zodra de software is bijgewerkt zal de grafiek vanzelf weer zichtbaar worden.